# Hegedűs Henrik
Hegedűs Henrik (Balassagyarmat, 1979 –) magyar blogger, sportújságíró. Társaival az NST-blog megalapítója és oszlopos tagja, a blogon "heinrich" név alatt szerzi bejegyzéseit. Főbb szakterülete a labdarúgás, elsősorban annak történeti, taktikai fejlődése. Internetes folyóiratok szerzője, dolgozott az Index.hu-nak és a Népsportnak is.
Az NST-bloggerek (Hegedűs Henrik (heinrich), Lukács Dániel (donnelly), Mártha Bence(_benito), Nagy Ádám (Garcia bőrmester) fordítói munkájának eredményeként 2014-ben magyar nyelven is megjelent Jonathan Wilson Inverting the Pyramid. A History of Football Tactics című könyve. A kötet magyar címe a Futballforradalmak. A foci története és taktikai fejlődése az angliai kezdetektől a 2014-es brazíliai vb-ig lett.